# 天坑地缝

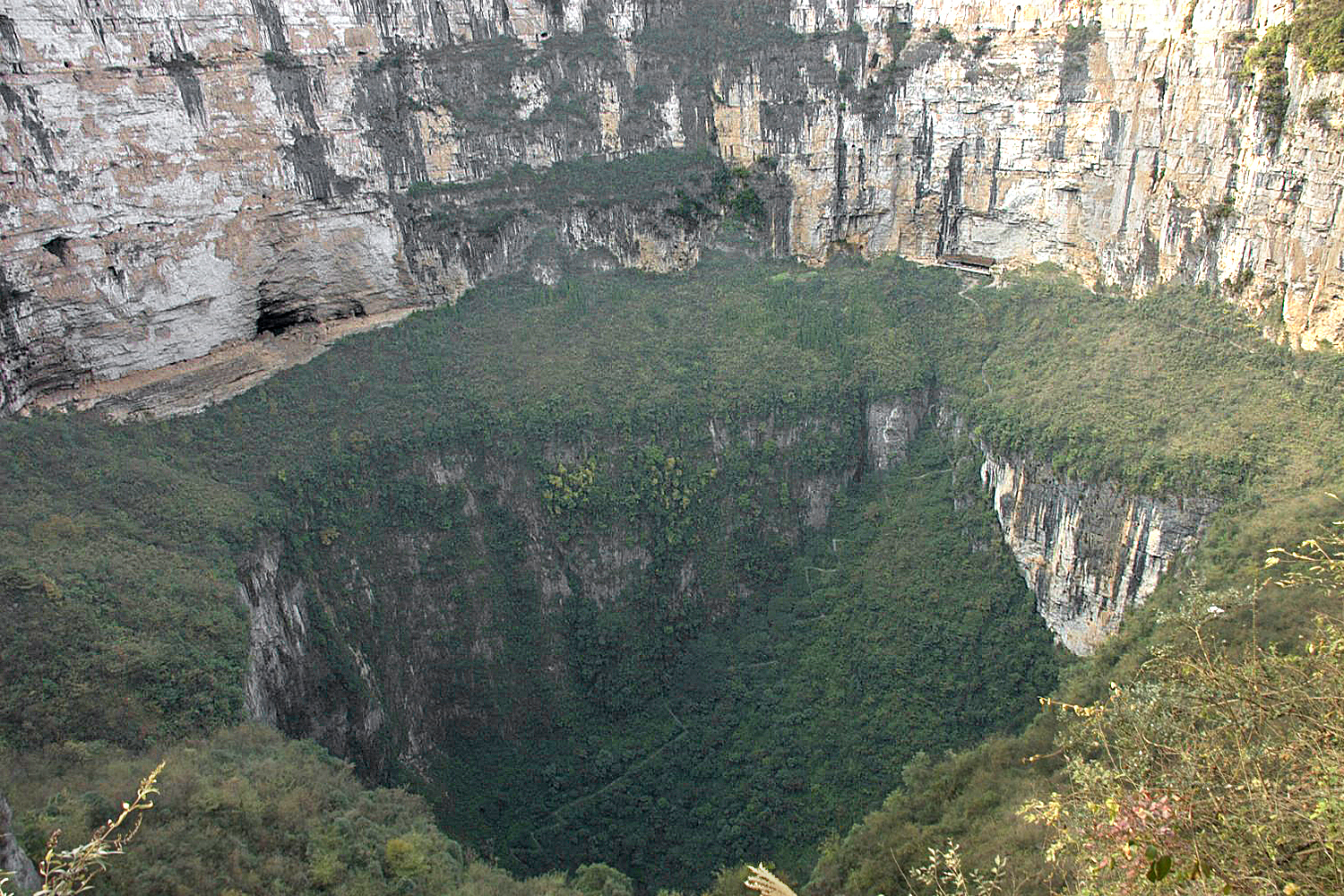
小寨天坑

天坑地缝景区位于重庆市奉节县兴隆镇小寨乡，包括小寨天坑与天井峡地缝。

## 介绍

### 小寨天坑
小寨天坑深度为521—662米，宽度为535—625米，总容积1.19亿立方米，从深度和容积两个指标看，均为世界第一大天坑。地质学名词“Tiankeng”就得名于小寨天坑。

### 天井峡地缝

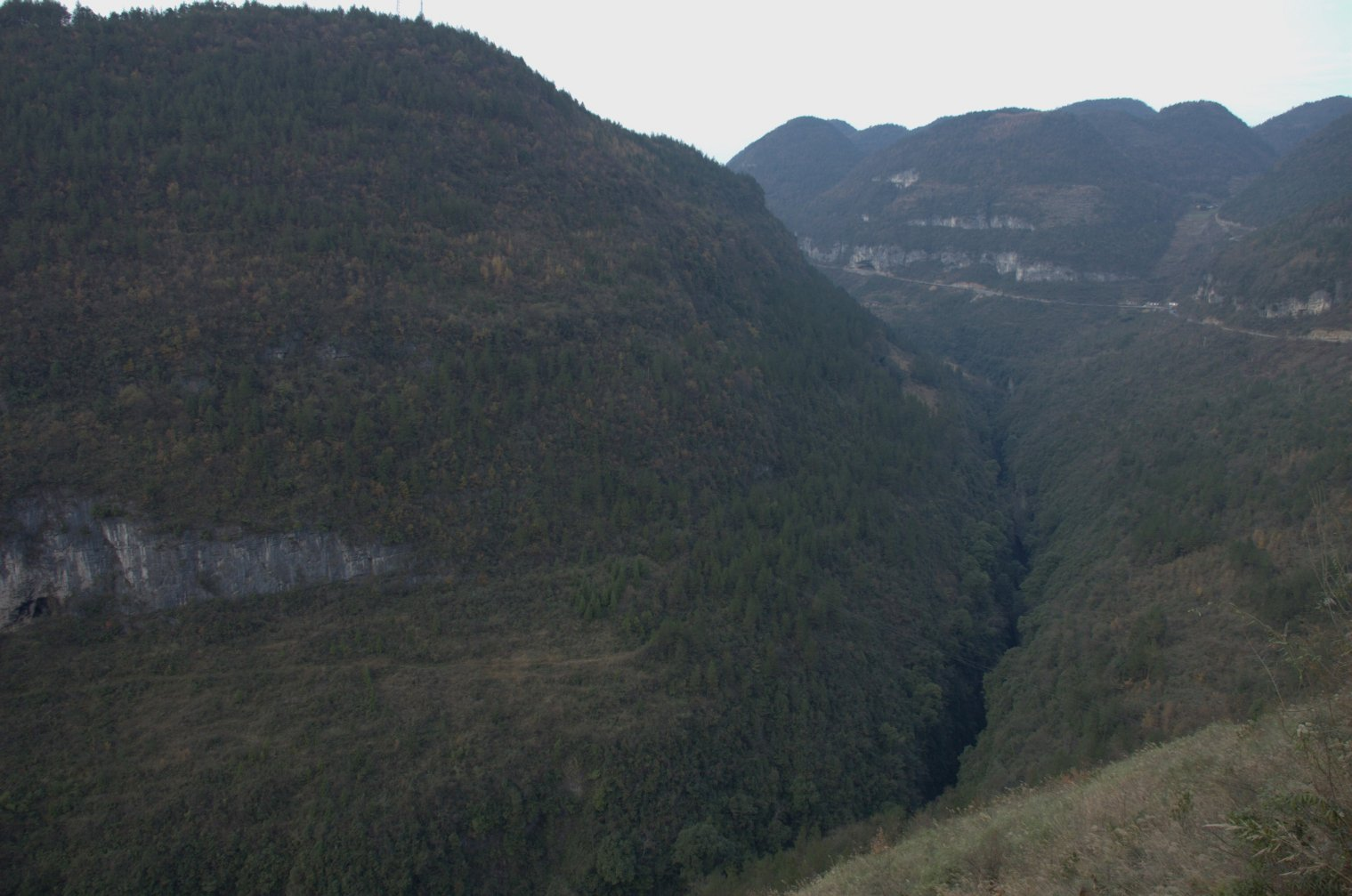
天井峡地缝